# Caracal (genre)
Pour les articles homonymes, voir Caracal (homonymie).
Genre
Caracal est un genre de la sous-famille des félinés. Il ne comprenait auparavant qu'une espèce, le Caracal (aussi appelé Lynx du désert), mais une étude de 2006 montre que le Chat doré d'Afrique fait également partie de ce genre.

## Liste des espèces
Selon GBIF (14 juillet 2025) :
- Caracal caracal (Schreber, 1776)
- Caracal melanotis Gray, 1843

## Systématique
Le nom valide complet (avec auteur) de ce taxon est Caracal Gray, 1843.
Caracal a pour synonymes :
- Caracala Gray, 1842
- Urolynchus Severtzov, 1858